# Четыркина, Ирина Александровна
Ирина Александровна Четыркина (26 июля (7 августа) 1901, Вильна, Российская империя — 25 октября 1987, Ленинград, СССР) — русский и советский учёный, биолог, энтомолог, директор Музея-квартиры П. К. Козлова.

## Биография
Родилась 26 июля (7 августа) 1901 года в Вильне в многодетной семье духовного звания. Отец — Александр Терентьевич Четыркин (1866—1927) был священником, имел от своей супруги Александры Алексеевны (1873—1941) пять дочерей и сына.
В 1919 году Ирина Четыркина с золотой медалью окончила женскую гимназию. Училась на отделении зоологии Пермского педагогического института, по окончании учёбы с отличием защитила дипломную работу на тему «Исследование биотопов в пойме реки Камы» (1925), после чего устроилась на работу препаратором биологической станции научно-исследовательского института при ПГУ. С 1927 по 1930 год — аспирант Пермского биологического научно-исследовательского института, затем перешла в аспирантуру при Зоологическом институте Академии наук СССР в Ленинграде.
В годы Великой Отечественной войны принимала участие в эвакуации экспонатов зоологического музея, обучала жителей Ленинграда методам противовоздушной обороны, трудилась на постройке дотов. В 1943 году эвакуирована в Сталинабад, где продолжила работу над диссертацией «Прус в Восточном Казахстане», которую защитила 18 февраля 1946 года. После защиты Четыркина изучает популяции саранчовых и участвует в научных экспедициях в Молдавской и Украинской ССР, а также в районах Западного Казахстана.
В 1950 году Четыркина переезжает в дом к близкой подруге, орнитологу Е. В. Козловой (Пушкарёвой). Получив разрешение на проживание в доме Козловой, Четыркина на протяжении многих лет вместе с подругой добивалась открытия Музея-квартиры знаменитого русского путешественника П. К. Козлова, мужа Е. В. Козловой. По смерти Е. В. Козловой в 1975 году Четыркина по завещанию подруги получила в наследство всё её имущество и продолжила её дело, добившись разрешения открыть в квартире Козловых музей. В 1983 году музей-квартира П. К. Козлова получил государственную аккредитацию и разрешение на открытие.
Ирина Четыркина умерла 25 октября 1987, захоронена на Смольнинском кладбище.

## Труды и заслуги
- «Исследование биотопов в пойме реки Камы» (1925)
- «Прус в Восточном Казахстане» (1946).